# Єрмак Анатолій Іванович
Анатолій Іванович Єрмак (нар. 23 червня 1958, Охтирка, УРСР) — радянський та український футболіст, згодом — український тренер, виступав на позиції захисника та нападника. Брат футболіста Василя Єрмака.

## Кар'єра гравця
Вихованець охтирської ДЮСШ, перший тренер — М. Дибарський. У 1982 році розпочав кар'єру в аматорському клубі «Нафтовик» (Охтирка). У 1983 році був запрошений до сумського «Фрунзенця», але вже через півроку повернувся до «Нафтовика», який у 1987 році отримав професіональний статус. Влітку 1992 року перейшов до клубу «Явір» (Краснопілля), який потім змінив назву на «Явір-Суми». У 2001 році повернувся у відроджений «Явір». У 2003 році завершив кар'єру у другій команді охтирського «Нафтовика».

## Кар'єра тренера
Ще будучи гравцем розпочав тренерську діяльність. У липні 1999 року виконував обов'язки головного тренера краснопільського «Явора-Сум». У 2000 році очолив сумський клуб, яким тичасово керував до червня 2000 року. У серпні 2000 року знову очолив сумський клуб, який змінив назву на «Спартак» (Суми).

## Досягнення
- Чемпіонат УРСР
  -  Чемпіон (1): 1991
  -  Срібний призер (1): 1985

- Кубок УРСР
  -  Фіналіст (1): 1990